# Delegación de Osorno
| Delegación de Osorno     | Delegación de Osorno |
| ------------------------ | -------------------- |
| Cabecera:                | Villa de Osorno      |
| Cabildo o Municipalidad: | - Osorno             |
| Ubicación                |                      |
|                          |                      |

Delegación de Osorno es una división territorial de Chile. Corresponde al antiguo Partido de Osorno, luego de su reincorporación a Chile, que con la Constitución de 1823, cambia de denominación.
Su cabecera estaba en la Villa de Osorno. 
Con la ley de 30 de agosto de 1826, que organiza la República, integra parte de la Antigua Provincia de Valdivia. 
Con la Constitución de 1833, pasa a denominarse Departamento de Osorno

## Límites
La Delegación de Osorno limitaba:
- Al Norte con la Delegación de Valdivia
- Al Sur con el Gobierno de Chiloé

Desde 1826:
- Al Norte con la Delegación de La Unión
- Al Sur con la Delegación de Carelmapu y la Delegación de Calbuco.